# Alopecosa cursor
Alopecosa cursor este o specie de păianjeni din genul Alopecosa, familia Lycosidae. A fost descrisă pentru prima dată de Hahn, 1831. Conține o singură subspecie: A. c. cursorioides.